# Beredskapsläge
Beredskapsläge är en organisations eller lands höjda beredskap i samband med allvarliga händelser.

## I Sverige

### Nationell nivå
Regeringen kan besluta att höja beredskapen om Sverige utsätts för hot, är i krigsfara eller om det råder krig utanför Sveriges gränser. Höjd beredskap är något av:
- skärpt beredskap
- högsta beredskap (vid krig eller omedelbar risk för krig)[2]

Vid höjd beredskap börjar fullmaktslagar gälla.

### Hälso- och sjukvård
Inom hälso- och sjukvården finns tre nivåer av beredskapslägen, fastställda av Socialstyrelsen:
- Stabsläge – en särskild sjukvårdsledning håller sig informerad om läget och agerar efter behov.
- Förstärkningsläge – den särskilda sjukvårdsledningen vidtar förstärkningsåtgärder för utvalda funktioner.
- Katastrofläge – den särskilda sjukvårdsledningen vidtar förstärkningsåtgärder för alla funktioner.

### Försvarsmakten
Försvaret har i normalläget grundberedskap. Inom grundberedskap finns tre olika nivåer som kan aktiveras av överbefälhavaren. Nivån över grundberedskap, höjd beredskap, kräver beslut av regeringen. 

### Annat
Stabsläge är ett beredskapsläge där ledning eller nyckelfunktioner samlas och utvärderar information, beredda att snabbt sätta igång verksamhet. Begreppet används bland annat inom SÄPO, sjukvård, polis och kommuner. Polisen arbetar i stabsläge bland annat vid Nobelfesten.